# Jedenáctka (seriál)
Jedenáctka (ve španělském originále Once, stylizováno jako O11CE) je argentinský mládežnický televizní seriál, produkovaný Pol-ka Producciones ve spolupráci s Disney Channel Latin America. První díl měl premiéru 13. března 2017 na Disney XD. Dne 11. dubna 2017 Disney Channel oznámil, že objednal druhou řadu seriálu, která měla premiéru v Latinské Americe 30. dubna 2018.

## Příběh
Seriál vypráví o jednom mladém fotbalistovi Gabovi (Mariano González). Gab je mladý fotbalista z malého Argentinského městečka. Malé městečko odkud Gab pochází se jmenuje Álamo Seco. Z malého městečka také pochází i Gabův nejlepší kamarád Felipe (Julián Cerati). Jejich vášeň je hrát fotba, když jednou do městečka přijede Francisco Velázquez (Nicolás Pauls) a uvidí Gaba hrát s Felipem fotbal, ten z Gaba bude velmi nadšení a tak mu udělí nabídku kterou nemůže odmítnout, nabídne mu stipendium ke studiu na IAD. Je to skvělí fotbalová škola do které se brzy připojí a přidá se i do nového týmu ve které bude a započne tak jeho dobrodružství.

## Vysílání
| Řada | Díly | Premiéra v Argentině | Premiéra v Argentině | Premiéra v ČR   | Premiéra v ČR     |
| Řada | Díly | První díl            | Poslední díl         | První díl       | Poslední díl      |
| ---- | ---- | -------------------- | -------------------- | --------------- | ----------------- |
| 1    | 80   | 13. března 2017      | 25. srpna 2017       | 19. června 2017 | 1. prosince 2017  |
| 2    | 80   | 30. dubna 2018       | 12. října 2018       | 12. dubna 2021  | 5. listopadu 2021 |
| 3    | 60   | 15. července 2019    | 29. listopadu 2019   | bude oznámeno   | bude oznámeno     |

## Obsazení

### Hlavní role
- Mariano González jako Gabriel "Gabo" Guevara Moreti (český dabing: Jindřích Žampa)
- Paulina Vetrano jako Zoe Velázquez (český dabing: Adéla Nováková)
- Sebastián Athié jako Lorenzo Guevara (český dabing: Oldřich Hajlich)
- Juan David Penagos jako Ricardo "Ricky" Flores (český dabing: David Štěpán)
- Luan Brum jako André "Dedé" Duarte (český dabing: Robin Pařík)
- Renato Quattordio jako Apolodoros "14" Nikotatópulos
- Javier Eloy Bonanno jako Joaquín Costa (český dabing: Jiří Köhler)
- Agustina Palma jako Martina Markinson (český dabing: Viktorie Taberyová)
- Fausto Bengoechea jako Adrián Roca
- Tomás Blanco jako Valentino Toledo (český dabing: Jan Battěk)
- Lucas Minuzzi jako Pablo Espiga
- Paulo Sánchez Lima jako Mariano Galo
- Federico Gurruchaga jako Lucas Quintana
- Juan Cabrera jako Daniel Gratzia
- Juan Herrera jako Leonardo "Leo" Palacios
- Santiago Luna jako Rafael "Rafa" Fierro
- Juan De Dios Ortiz jako Diego Guevara (český dabing: Marek Libert)
- Verónica Pelaccini jako Isabel Di Marco (český dabing: Tereza Bebarová (1-34, 42-48, 55-62) / Ivana Milbachová (35-41, 49-54)), (český dabing: Tereza Bebarová od 2. série)
- Santiago Stieben jako Vitto Voltaglio (český dabing: Radek Hoppe)
- Nicolás Pauls jako Francisco Velázquez (český dabing: Martin Sobotka)
- Pablo Gershanik jako Amadeo Carrillo (český dabing: Jiří Ployhar)
- Guido Pennelli jako Ezequiel Correa
- Daniel Patiño jako Martín Mejía (český dabing: Matěj Převrátil)
- Candelaria Grau jako Celeste Brizuela
- Daniel Rodrigo Martin jako Alan
- Joaquín Ochoa jako Arturo
- Tomy Díaz jako Alfa
- Julia Tozzi jako Natalia De Acosta
- Paula Cancio jako Laura
- Bianca Zero jako Delfina Lacroix

### Speciální hosté
- Sebastián Muñíz jako Carlos "El Pulpo"
- Alfredo Castellani jako Florencio / Franco Pellozzi (český dabing: Marcel Vašinka)
- Christian Sancho jako Félix Jiménez (český dabing: Václav Rašilov), (1. řada) / (český dabing: Svatopluk Schuller), (2 řada)
- Giampaolo Sama jako Giovanni Malaffacce (český dabing: Filip Švarc)
- Beatriz Dellacasa jako Amelia Moreti (český dabing: Marcela Nohýnková)
- Julián Cerati jako Felipe Aragón (český dabing: Petr Neskusil)
- Mariano Zabalza jako Camilo Montero
- Agostina Fabrizio jako Silvia (český dabing: Kristýna Valová)
- Lucía Gambandé jako Magaly "Maga"
- María Jesús Rentería jako Fernanda
- Camila Sassi jako Micaela
- José Giménez Zapiola jako Alejandro Vidal Golormi
- Gonzalo Dubourg jako Ciro D'Alessios
- Soledad Comasco jako Julia
- Alfredo Allende jako Olson
- Rodrigo Bianco jako Ernesto Bruno
- Fabio Aste jako Miguel Fierro
- Sandra Criolani jako Griselda
- Marcela Jove jako Prof. Oliva
- Luciano Andrada jako Julián Vidal
- Víctor Dana jako José Fierro
- Fernando Dabove jako Facundo Gutiérrez
- Pablo Stecco
- Pedro Malespina
- Alejandro Vitello jako Guillermo Suárez
- Sergio Vitello jako Gustavo Suárez
- Santiago Sánchez Avalos jako
- Fernando Palomo
- Pablo Ferreira
- Gabriel Gallichio jako Rayo García
- Juan Ciancio jako Franco
- Elis García jako Abril
- Bruno Heder jako Antonio "Tony" (český dabing: Petr Gelnar)
- Mariana Seligmann jako Alejandra "Álex" Vidal (český dabing: Martina Šťastná)
- Julia Dovganishina jako Ana Safonova (český dabing: Klára Nováková)
- Gonzalo Gravano jako Federico Zúñiga
- Fran MG
- Rezende
- Michael Ronda jako Simón Álvarez
- Ian Lucas jako Manuel
- Gaby Del Castillo jako Ulises
- Yarnaldo Rey Morales jako Jefferson
- Ariadna Asturzzi jako Clara
- Bautista Rivarola
- Brian Haupt jako Fernando
- Camila Rabinovich jako Lara
- Diego Esteban De Paula
- Federico Bellu jako Cayetano
- Franco Ceres jako Alexis
- Giuliano Montepaone jako Tobías
- Juan Esteban Flaiszman jako Gastón
- Karim Hendi jako Lautaro
- Nicolás Cucaro jako Matías
- Luciana Jersonsky jako Pía
- Marcos Cartoy Díaz jako Ramiro
- Matías Tamborelli jako Dylan
- Nicolás Dino Lorenzón jako Tristán
- Valeria San Martín jako Mariela
- Violeta Kaehler jako Juana

## Hudba

### Videoklipy
| Píseň                | Interpret(i)                                                     | Uveřejnění      |
| -------------------- | ---------------------------------------------------------------- | --------------- |
| Juega Con El Corazón | - Sebastián Athié - Paulina Vetrano - Daniel Patiño              | 29. března 2018 |
| Atrápame Si Puedes   | - Paulina Vetrano - Agustina Palma - Luan Brum - Sebastián Athié | 6. září 2018    |

#### Písně
- Del estadio al cielo - Morat (hosté) (2:33)
- Juega con el corazón - Sebastián Athié, Paulina Vetrano y Daniel Patiño (2:42)
- Juega con el corazón (Nová verze) - Sebastián Athié, Paulina Vetrano y Daniel Patiño (feat. Julia Dovganishina) (2:44)
- Atrápame si puedes - Paulina Vetrano, Agustina Palma, Luan Brum y Sebastián Athié (1:05)